# Distretto di Saruhanlı
Il distretto di Saruhanlı (in turco Saruhanlı ilçesi) è uno dei distretti della provincia di Manisa, in Turchia.